# Le monde de Riemer
L'exposition Le monde de Riemer est une exposition permanente d'objets d'histoire naturelle et d'ethnologie inaugurée en 2018 au Musée des collections municipales de l'arsenal dans la Lutherstadt Wittenberg,.

## Lien avec le concept muséal global dans l'arsenal
L'exposition se trouve à l'étage supérieur (le grenier) de l'arsenal. Environ 1500 pièces de la collection du fabricant de gants berlinois Julius Riemer sont exposées. (1880-1959) sur une surface d'exposition de plus de 500 mètres carrés. Le collectionneur Julius Riemer est présenté comme faisant partie de l'histoire de la ville au 20e siècle. De cette manière, l'exposition sur l'histoire de la ville "Wittenberg au fil des siècles" au premier étage est complétée et élargie. Elle clôt en même temps le parcours commencé au rez-de-chaussée avec les pièces d'exposition désignées comme les "joyaux de la couronne". Néanmoins, selon les concepteurs, les deux étages principaux du musée fonctionnent également indépendamment l'un de l'autre et se distinguent fortement par leur caractère muséal : la collection de Julius Riemer est mise en scène comme un entrepôt de mousse. Plus de 75 pour cent de tous les objets exposés dans l'arsenal appartiennent ainsi au domaine de l'histoire naturelle et de l'ethnologie. Comme au premier étage, on a délibérément renoncé à diviser l'étage en petites salles individuelles. Les particularités architecturales du bâtiment historique restent ainsi perceptibles pour les visiteurs,.

## Contenu de l'exposition
L'exposition "Le monde de Riemer" est la seule exposition ethnologique permanente en Saxe-Anhalt qui présente des objets de différents continents. Les objets présentés sont répartis à parts à peu près égales entre les sciences naturelles et l'ethnologie. L'accent est mis sur l'Afrique et l'Océanie au sein du département d'ethnologie. L'Égypte ancienne, l'Amérique précolombienne et le Japon sont également représentés par des pièces d'exposition. La section d'histoire naturelle est organisée par classes d'animaux et met l'accent sur les primates, d'autres classes de mammifères, les oiseaux, les reptiles, les amphibiens et les poissons, ainsi que les invertébrés. Une vitrine est consacrée à l'ostéologie et abrite un trésor particulier, le squelette d'une anguille géante. Une autre vitrine présente la faune vertébrée locale et fait ainsi référence à l'histoire régionale et urbaine. Une autre partie de l'exposition est consacrée à la biographie de Julius Riemer en tant que collectionneur et mécène et reconstitue son cabinet de travail.

## Contexte et concepts didactiques
L'exposition des collections municipales de Wittenberg a été élaborée en coopération avec le cercle d'amis de la collection Julius Riemer après plusieurs années de préparation. Le concept et l'équipement de l'exposition ont été conçus par la société Kocmoc. L'ethnologue Nils Seethaler a agi en tant que conseiller scientifique et a rédigé les textes de l'exposition,,,.
Des contenus scientifiques sont transmis à l'aide d'une centaine de textes directeurs placés dans l'exposition, afin de rendre le grand nombre d'objets exposés didactique. Quinze objets phares d'histoire naturelle et d'ethnologie sont mis en valeur dans des vitrines séparées et constituent un fil conducteur pour le parcours à travers l'espace. Au centre de l'exposition se trouve une installation en forme de carrousel qui met en relation de manière expérimentale des objets exposés d'ethnologie et de sciences naturelles et fait ainsi allusion à la possibilité de relier les connaissances. À cet étage se trouve également une salle destinée en particulier à l'éducation muséale. Un programme pédagogique élargi du musée est envisagé pour présenter des thèmes techniques spécifiques,,.